# Cusio
Cusio est une commune italienne de la province de Bergame dans la région Lombardie en Italie.

## Géographie

### Communes limitrophes
|        | Gerola Alta |               |
| Ornica | Cusio       | Santa Brigida |
|        | Cassiglio   |               |

## Histoire
Cusio est devenue une municipalité autonome en novembre 1647.
À la fin du XVIIIe siècle, la commune comptait 275 habitants.
De 1810 à 1812, la commune fut uni avec Cassiglio.
En 1924, la commune est incluse dans la province de Bergame. À la suite d'une réforme de l'ordre municipal datant de 1926, la municipalité est administrée par un maire. 

## Population

### Évolution démographique
Habitants recensés

## Administration
| Période                                  | Période      | Identité         | Étiquette           | Qualité |
| ---------------------------------------- | ------------ | ---------------- | ------------------- | ------- |
| 23 avril 1995                            | 12 juin 2004 | Valentino Paleni |                     | Maire   |
| 13 juin 2004                             | 24 mai 2014  | Ezio Remuzzi     |                     | Maire   |
| 25 mai 2014                              | En cours     | Andrea Paleni    | Together pour Cusio | Maire   |
| Les données manquantes sont à compléter. |              |                  |                     |         |